# Spyro: Ripto Quest
Spyro: Ripto Quest — мобильная изометрическая версия видеоигры Spyro 2: Ripto's Rage! из игровой серии про дракона Спайро, изданная Vivendi в ноябре 2004 года.
Рипто и его армия атаковали три мира: Льда, Лугов и Огня, а также нанесли повреждения секретному механизму, который предохранял эти миры. Спайро и Спаркс должны найти четыре повреждённые части механизма и принести их профессору. Спайро, традиционно может дышать огнём, использовать заклинания, телепортироваться, прыгать и летать по просторам трёх магических планов и семи уровням геймплея. По пути, Спайро должен разговаривать с различными NPC и получать от них новые задания для того чтобы победить армию Рипто. В конце игры Спайро предстоит схватка с новым злодеем — гигантской змеёй.
В отличие от оригинальной игры, разработанной компанией Insomniac Games из Бербанка (США), мобильная версия была создана компанией Digital Bridges.